# Lijst van nummer 1-hits in de UK Singles Chart in 1972
Deze hits stonden in 1972 op nummer 1 in de UK Singles Chart:
| Datum        | Artiest                                                         | Titel                                                    |
| ------------ | --------------------------------------------------------------- | -------------------------------------------------------- |
| 1 januari    | Benny Hill                                                      | Ernie (the fastest milkman in the west)                  |
| 8 januari    | The New Seekers                                                 | I'd like to teach the world to sing (in perfect harmony) |
| 15 januari   | The New Seekers                                                 | I'd like to teach the world to sing (in perfect harmony) |
| 22 januari   | The New Seekers                                                 | I'd like to teach the world to sing (in perfect harmony) |
| 29 januari   | The New Seekers                                                 | I'd like to teach the world to sing (in perfect harmony) |
| 5 februari   | T. Rex                                                          | Telegram Sam                                             |
| 12 februari  | T. Rex                                                          | Telegram Sam                                             |
| 19 februari  | Chicory Tip                                                     | Son of my father                                         |
| 26 februari  | Chicory Tip                                                     | Son of my father                                         |
| 4 maart      | Chicory Tip                                                     | Son of my father                                         |
| 11 maart     | Nilsson                                                         | Without you                                              |
| 18 maart     | Nilsson                                                         | Without you                                              |
| 25 maart     | Nilsson                                                         | Without you                                              |
| 1 april      | Nilsson                                                         | Without you                                              |
| 8 april      | Nilsson                                                         | Without you                                              |
| 15 april     | Pipes & Drums & Military Band Of The Royal Scots Dragoon Guards | Amazing grace                                            |
| 22 april     | Pipes & Drums & Military Band Of The Royal Scots Dragoon Guards | Amazing grace                                            |
| 29 april     | Pipes & Drums & Military Band Of The Royal Scots Dragoon Guards | Amazing grace                                            |
| 6 mei        | Pipes & Drums & Military Band Of The Royal Scots Dragoon Guards | Amazing grace                                            |
| 13 mei       | Pipes & Drums & Military Band Of The Royal Scots Dragoon Guards | Amazing grace                                            |
| 20 mei       | T. Rex                                                          | Metal guru                                               |
| 27 mei       | T. Rex                                                          | Metal guru                                               |
| 3 juni       | T. Rex                                                          | Metal guru                                               |
| 10 juni      | T. Rex                                                          | Metal guru                                               |
| 17 juni      | Don McLean                                                      | Vincent                                                  |
| 24 juni      | Don McLean                                                      | Vincent                                                  |
| 1 juli       | Slade                                                           | Take me back 'ome                                        |
| 8 juli       | Donny Osmond                                                    | Puppy love                                               |
| 15 juli      | Donny Osmond                                                    | Puppy love                                               |
| 22 juli      | Donny Osmond                                                    | Puppy love                                               |
| 29 juli      | Donny Osmond                                                    | Puppy love                                               |
| 5 augustus   | Donny Osmond                                                    | Puppy love                                               |
| 12 augustus  | Alice Cooper                                                    | School's out                                             |
| 19 augustus  | Alice Cooper                                                    | School's out                                             |
| 26 augustus  | Alice Cooper                                                    | School's out                                             |
| 2 september  | Rod Stewart                                                     | You wear it well                                         |
| 9 september  | Slade                                                           | Mama weer all crazee now                                 |
| 16 september | Slade                                                           | Mama weer all crazee now                                 |
| 23 september | Slade                                                           | Mama weer all crazee now                                 |
| 30 september | David Cassidy                                                   | How can I be sure                                        |
| 7 oktober    | David Cassidy                                                   | How can I be sure                                        |
| 14 oktober   | Lieutenant Pigeon                                               | Mouldy old dough                                         |
| 21 oktober   | Lieutenant Pigeon                                               | Mouldy old dough                                         |
| 28 oktober   | Lieutenant Pigeon                                               | Mouldy old dough                                         |
| 4 november   | Lieutenant Pigeon                                               | Mouldy old dough                                         |
| 11 november  | Gilbert O'Sullivan                                              | Clair                                                    |
| 18 november  | Gilbert O'Sullivan                                              | Clair                                                    |
| 25 november  | Chuck Berry                                                     | My ding-a-ling                                           |
| 2 december   | Chuck Berry                                                     | My ding-a-ling                                           |
| 9 december   | Chuck Berry                                                     | My ding-a-ling                                           |
| 16 december  | Chuck Berry                                                     | My ding-a-ling                                           |
| 23 december  | Little Jimmy Osmond & The Mike Curb Congregation                | Long haired lover from Liverpool                         |
| 30 december  | Little Jimmy Osmond & The Mike Curb Congregation                | Long haired lover from Liverpool                         |

1952 ·
1953 ·
1954 ·
1955 ·
1956 ·
1957 ·
1958 ·
1959 ·
1960 ·
1961 ·
1962 ·
1963 ·
1964 ·
1965 ·
1966 ·
1967 ·
1968 ·
1969 ·
1970 ·
1971 ·
1972 ·
1973 ·
1974 ·
1975 ·
1976 ·
1977 ·
1978 ·
1979 ·
1980 ·
1981 ·
1982 ·
1983 ·
1984 ·
1985 ·
1986 ·
1987 ·
1988 ·
1989 ·
1990 ·
1991 ·
1992 ·
1993 ·
1994 ·
1995 ·
1996 ·
1997 ·
1998 ·
1999 ·
2000 ·
2001 ·
2002 ·
2003 ·
2004 ·
2005 ·
2006 ·
2007 ·
2008 ·
2009 ·
2010 ·
2011 ·
2012 ·
2013 ·
2014 ·
2015 ·
2016 ·
2017 ·
2018 ·
2019 ·
2020 ·
2021
- Nederland (Top 40)
- Nederland (Single Top 100)
- Vlaanderen (Radio 2 Top 30)
- Duitsland
- Verenigd Koninkrijk
- Verenigde Staten (Hot 100)